# Dasystoma integrifolia
Dasystoma integrifolia là loài thực vật có hoa thuộc họ Cỏ chổi. Loài này được (Benth.) Walp. mô tả khoa học đầu tiên năm 1852.